# Liste des plus hautes constructions de Seattle

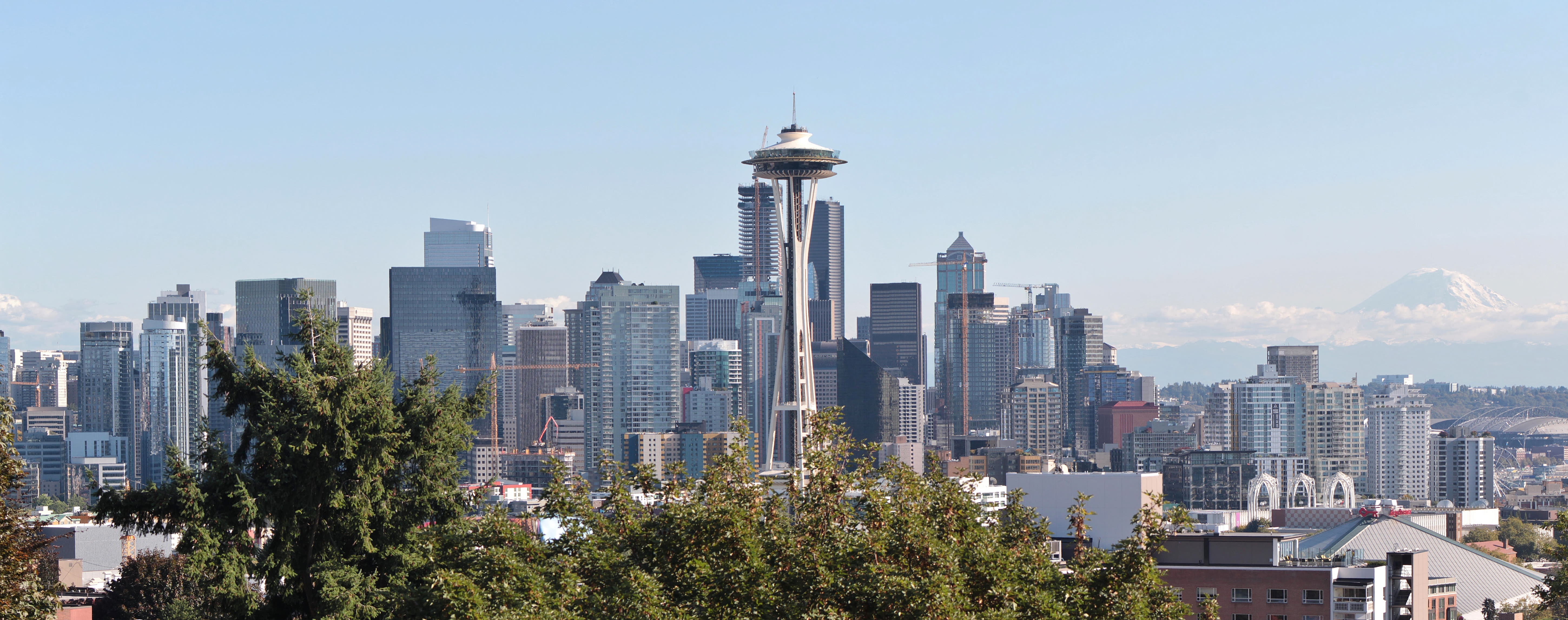
Panorama de Seattle

Cet article concerne une liste des plus hautes constructions de Seattle, dans l'État de Washington, au nord-ouest des États-Unis. Elle regroupe les bâtiments et gratte-ciel les plus élevés de la ville de Seattle. Le plus haut édifice de la ville de Seattle est le gratte-ciel du nom de Columbia Center. Achevé en 1985, il compte 76 étages et s'élève à 286 mètres de hauteur. À l'échelle du territoire américain, il se hisse à la 20e place dans le classement des plus hautes constructions des États-Unis, et à la première place à l'échelle de l'État de Washington. Le deuxième plus haut édifice de la ville est le dénommé 1201 Third Avenue, dont la hauteur est de 235 mètres. Dix-neuf des vingt plus hauts bâtiments et édifices de l'État de Washington se trouvent à Seattle.
On considère que le premier gratte-ciel de Seattle est l'Alaska Building, construit en 1904, qui compte 14 étages et s'élève à 62 mètres de hauteur. Seattle a connu un véritable boom dans la construction de gratte-ciel dans les années 1970 et 1980, puisque quinze des vingt plus hautes constructions que compte aujourd'hui la ville y furent édifiées. Seattle a connu à l'aube de l'an 2000 une seconde période de construction de buildings; en effet, furent construits durant cette période deux gratte-ciel de 150 mètres de hauteur. Aujourd'hui, la ville de Seattle compte 12 gratte-ciel de plus de 150 mètres, auxquels on peut ajouter deux gratte-ciel en cours de construction. Le panorama urbain de la ville de Seattle, si l'on se base sur les structures construites ou en cours de construction de plus de 150 mètres, est le plus élevé du Nord-Ouest des États-Unis, le troisième, après Los Angeles et San Francisco, plus élevé de la Côte Ouest des États-Unis, et le onzième plus élevé de l'ensemble du territoire américain.

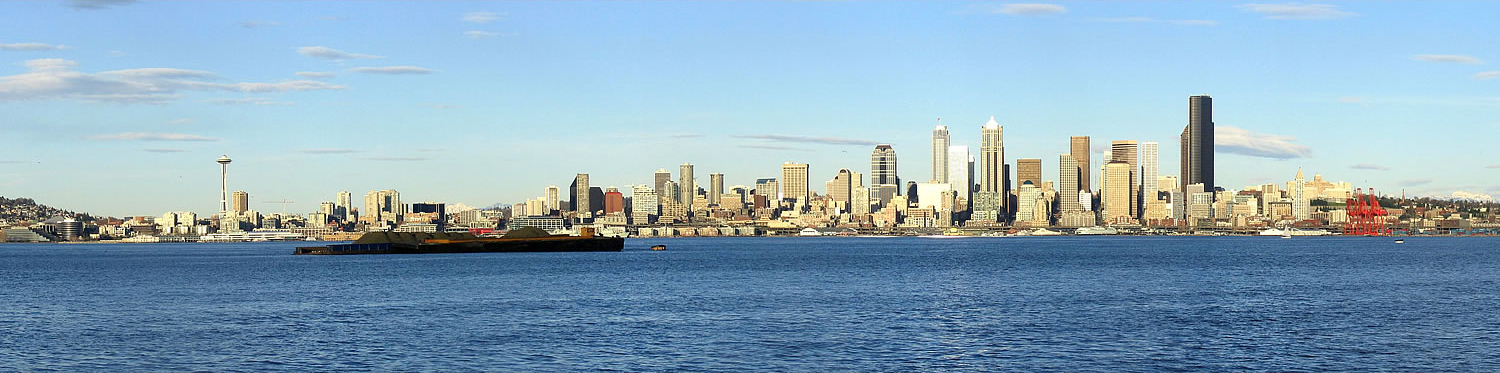
Panorama de Seattle.

En Mai 2023 la liste des gratte-ciel de plus de 130 mètres de hauteur de Seattle était la suivante;
| Rang | Nom                                | Image | Hauteur | Étages | Année |
| ---- | ---------------------------------- | ----- | ------- | ------ | ----- |
| 1    | Columbia Center                    |       | 285 m   | 76     | 1985  |
| 2    | Rainier Square Tower               |       | 258.8 m | 58     | 2020  |
| 3    | 1201 Third Avenue                  |       | 235 m   | 55     | 1988  |
| 4    | Two Union Square                   |       | 226 m   | 56     | 1989  |
| 5    | Seattle Municipal Tower            |       | 220 m   | 62     | 1990  |
| 6    | F5 Tower                           |       | 196.8 m | 41     | 2017  |
| 7    | Safeco Plaza                       |       | 192 m   | 50     | 1969  |
| 8    | Russell Investments Center         |       | 182 m   | 42     | 2006  |
| 9    | US Bank Centre                     |       | 177 m   | 44     | 1989  |
| 10   | Wells Fargo Center                 |       | 175 m   | 47     | 1983  |
| 11   | Madison Centre                     |       | 170.7 m | 36     | 2017  |
| 12   | Bank of America Fifth Avenue Plaza |       | 166 m   | 42     | 1981  |
| 13   | 901 Fifth Avenue                   |       | 163 m   | 42     | 1973  |
| 14   | Qualtrics Tower                    |       | 160.6 m | 36     | 2019  |
| 15   | Amazon Tower I                     |       | 159.7 m | 37     | 2016  |
| 16   | Amazon Tower II                    |       | 158.9 m | 37     | 2017  |
| 17   | Amazon Tower III                   |       | 158.5 m | 37     | 2019  |
| 18   | Hyatt Regency Seattle              |       | 158.8 m | 45     | 2018  |
| 19   | Rainier Tower                      |       | 157 m   | 31     | 1977  |
| 20   | Fourth and Madison Building        |       | 156 m   | 40     | 2002  |
| 21   | 1918 Eighth Avenue                 |       | 152 m   | 36     | 2009  |
| 22   | Qwest Plaza                        |       | 152 m   | 33     | 1976  |
| 23   | 1000 Second Avenue                 |       | 150 m   | 43     | 1987  |
| 24   | Henry M. Jackson Federal Building  |       | 148 m   | 37     | 1974  |
| 25   | The Ivey                           |       | 144.8 m | 44     | 2022  |
| 26   | Smith Tower                        |       | 141 m   | 36     | 1914  |
| 27   | One Union Square                   |       | 139 m   | 36     | 1981  |
| 28   | Olive 8                            |       | 139 m   | 39     | 2009  |
| 29   | 1111 Third Avenue                  |       | 138 m   | 34     | 1980  |
| 30   | Westin Seattle North Tower         |       | 137 m   | 47     | 1982  |
| 31   | Helios                             |       | 135.7 m | 40     | 2017  |
| 32   | Premiere on Pine                   |       | 135.3 m | 39     | 2015  |
| 33   | AMLI Arc                           |       | 134.7 m | 37     | 2017  |
| 34   | Nexus                              |       | 134.6 m | 41     | 2020  |
| 35   | Ren                                |       | 134.1 m | 41     | 2022  |
| 36   | Spire                              |       | 134.1 m | 41     | 2021  |
| 37   | Fifteen Twenty-One Second Avenue   |       | 134.1 m | 38     | 2008  |
| 38   | Arrive                             |       | 134.1 m | 41     | 2019  |
| 39   | Modern                             |       | 134.1 m | 36     | 2020  |
| 40   | Cirrus                             |       | 134.1 m | 39     | 2015  |
| 41   | Stratus                            |       | 134.1 m | 41     | 2018  |
| 42   | West Edge Tower                    |       | 134.1 m | 39     | 2018  |
| 43   | Kiara                              |       | 134.1 m | 40     | 2018  |
| 44   | Insignia South Tower               |       | 134 m   | 41     | 2015  |
| 45   | Insignia North Tower               | 134 m | 41      | 2016   |       |
| 46   | Kinects                            |       | 134 m   | 40     | 2017  |
| 47   | The Emerald                        |       | 133.7 m | 40     | 2020  |
| 48   | McKenzie                           |       | 132.4 m | 41     | 2018  |
| 49   | 1120 Denny Way North Tower         |       | 129.9 m | 43     | 2022  |
| 50   | 1120 Denny Way South Tower         |       | 126.3 m | 43     | 2022  |
| 51   | Westin Building                    |       | 124.7 m | 34     | 1981  |
| 52   | Aspira                             |       | 124 m   | 37     | 2010  |
|      | Westin Seattle South Tower         |       | 121 m   | 40     | 1969  |
|      | United States Federal Courthouse   |       | 118.9 m | 23     | 2004  |
|      | Financial Center                   |       | 118.6 m | 28     | 1972  |
|      | Tower 12                           |       | 117.7 m | 35     | 2017  |
|      | Century Square                     |       | 116.1 m | 30     | 1986  |
|      | Sheraton Seattle                   |       | 113.1 m | 34     | 1982  |
|      | Seattle Tower                      |       | 111.6 m | 27     | 1929  |
|      | 520 Pike Tower                     |       | 109.7 m | 29     | 1983  |
|      | West 8th                           |       | 109.7 m | 28     | 2009  |
|      | Crowne Plaza Hotel                 |       | 107 m   | 34     | 1980  |
|      | Continental Place Tower            |       | 106.4 m | 34     | 1981  |
|      | First Hill Plaza                   |       | 106.4 m | 33     | 1984  |
|      | Amazon Tower IV                    |       | 105.5 m | 24     | 2020  |
|      | Westlake Center                    |       | 105 m   | 25     | 1988  |
|      | Sedgwick James Building            |       | 105 m   | 25     | 1979  |
|      | One Convention Place               |       | 103.3 m | 22     | 2001  |
|      | Cielo                              |       | 102.1 m | 31     | 2015  |
|      | Cosmopolitan                       |       | 100.6 m | 33     | 2007  |
|      | Ovation II                         |       | 100.6 m | 32     | 2022  |
|      | Ovation I                          |       | 100.6 m | 32     | 2022  |
|      | Escala                             |       | 100.6 m | 30     | 2009  |

## Sources
- (en) Cet article est partiellement ou en totalité issu de l’article de Wikipédia en anglais intitulé « List of tallest buildings in Seattle » (voir la liste des auteurs).